# Zdeněk Sláma
Zdeněk Sláma (8. listopadu 1909 Studeněves – 1993) byl český sportovní a tělovýchovný funkcionář, trenér a metodik, který hrál důležitou roli v rozvoji ragby v bývalém Československu. V období 1944 až do konce druhé světové války zastával funkci vedoucího II. skupiny pro tělesnou výchovu v Kuratoriu pro výchovu mládeže v Čechách a na Moravě (KVMČM). Po rehabilitaci pracoval od poloviny padesátých let dvacátého století jako odborný asistent tělesné výchovy na Karlově univerzitě.

## Životopis
Je rodákem z obce Studeněves u Slaného. Vystudoval reálné gymnázium v Plzni a následně studoval v Praze sportovní medicínu na Lékařské fakultě Univerzity Karlovy. Studium nedokončil a začal se věnovat výuce tělesné výchovy. Jako aktivní sportovec se věnoval lehké atletice – běhům a skokům a svojí rychlost využíval v kolektivní hře ragby. V roce 1932 se stal akademickým mistrem ve skoku do výšky. Ragby hrál za pražský klub SK Slavia a v roce 1934 reprezentoval Československo v zápase s Německem na pozici křídelního útočníka. Po zániku ragby v polovině třicátých let dvacátého století z ekonomických důvodů se aktivně věnoval především basketbalu v pražském spolku YMCA. V roce 1936 byl členem realizačního týmu na olympijských hrách v Berlíně.
Do roku 1941 pracoval jako učitel tělocviku na reálném gymnáziu v římské ulici v Praze. Od roku 1942 zastával různé funkce v nově vzniklém Kuratoriu pro výchovu mládeže v Čechách a na Moravě. V lednu 1944 se stal vedoucím II. skupiny Kuratoriu pro tělesnou výchovu. Ve stejném období začala obroda ragby v Protektorátu Čechy a Morava. Ragby bylo zavedeno do povinné služby Kuratoria a začali vznikat první ragbistické odbory při spolcích Radostně vpřed a HC Blesk. Role Zdeňka Slámy v tomto procesu není zcela zřejmá, protože zapojení Kuratoria do obnovy ragby bylo v době po roce 1948 politickým tabu. Dobový tisk však vedle Slámy uvádí další výraznou postavu v propagaci ragby, kterým známý atlet – tyčkař Jan Bém a bezpochyby i Eduard Riedl z Ministerstva vnitra. V listopadu 1944 vyšel Slámovi v časopise "Správný kluk" článek, ve kterém vzbuzuje zájem o ragby mezi chlapci:
Žijeme v době těžké, která vyžaduje celé muže, tvrdé, houževnaté a nebojící se srážky. Proto snad si chlapci ze Služby mládeže Kuratoria v ruzných okresech vybrali právě bojovou hru rugby, v které jsou uvedené vlastnosti nahuštěny. Rugby se hraje šišatým míčem, rukama i nohama. Soupeři běžícímu s míčem může se bránit ve hře skládáním. Při tom dochází pravidelně k srážkám a pádům. Proto musí být každý hráč osobně tělesně i duševně zdatný. Vedle toho dobrý hráč musí mít ještě silně vyvinutý smysl pro spolupráci a odpovědnost. Jedinec byť sebezdatnější neznamená vůbec nic. Rugby je typická kolektivní hra, v níž úspěchy má jen mužstvo dobře sehrané, složené z dobrých kamarádů, kteří si vzájemně důvěřují. 
Zdeněk Sláma, listopad 1944, 
Zdeňka Sláma zastával v době protektorátu vysokou funkci, které dosáhl více svojí odborností a pílí než politickou činností. Dá se říct, že v období 1944 až 1945 patřil společně s Dr. Widimským a Dr. Riedlem k nejvyšším představitelům protektorátní tělovýchovy. V časopise Správný kluk byl dáván jako vzor mladým lidem. Nikdy se veřejně politicky nevyjadřoval a při osvobození Československa se aktivně podílel na pražské ofenzívě na straně spojenců. Tyto okolnosti mu po roce 1945 zachránili život. Avšak do roku 1954, kdy byl plně rehabilitován, nesměl aktivně zasahovat do veřejného života. V roce 1955 nastoupil jako odborný asistent tělesné výchovy na Karlově univerzitě. Měl výrazný podíl na zavedení ragby do osnov akademického sportu a založení univerzitního ragbyového týmu, později známého jako ARC Iuridica Praha. Podílel se na metodické a trenérské práci v přípravě ragbistů. Jeho vrcholným dílem je publikace Ragby – technika, taktika, metodika nácviku, trénink, kterou vydalo nakladatelství Olympia v roce 1984 a jde doposud o poslední větší práci v tomto oboru.

### Publikace
- Hrajte ragby, Sportovní a turistické nakladatelství, 1961
- Ragby, příručka pro školení trenérů III. třídy, Sportovní a turistické nakladatelství, 1962
- Jednotný systém sportovního tréninku v ragby, Československý svaz tělesné výchovy, 1968
- Názvosloví a soustava herních činností ragby, Ústřední výbor ČSTV, 1976
- Tělesná příprava hráče ragby, Ústřední výbor ČSTV, 1978
- Ragby – technika, taktika, metodika nácviku, trénink, Olympia 1984